# Stenus lustrator
Stenus lustrator är en skalbaggsart som beskrevs av Wilhelm Ferdinand Erichson 1839. Stenus lustrator ingår i släktet Stenus, och familjen kortvingar. Arten är reproducerande i Sverige.